# Dorfkirche Witzin

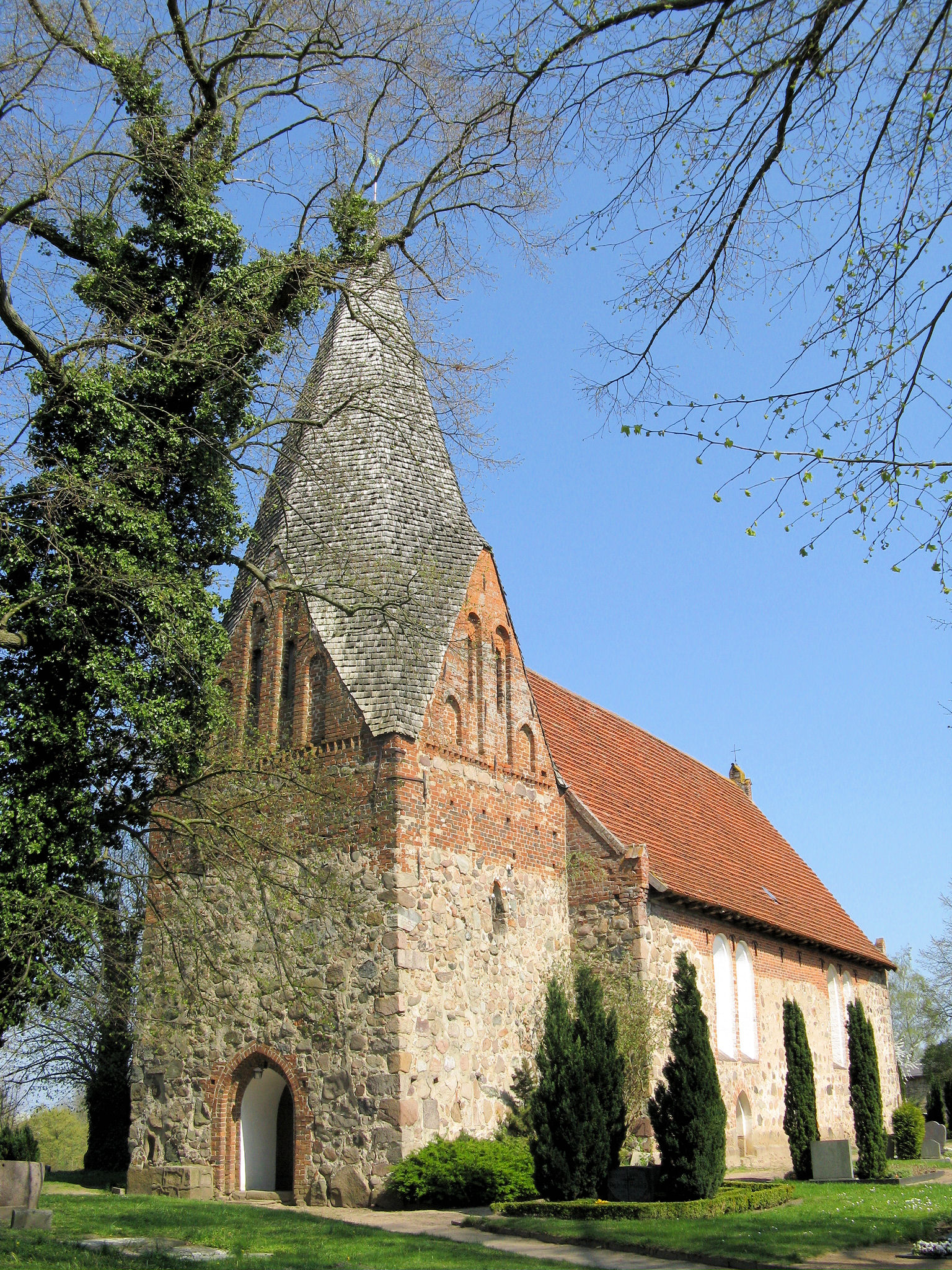
Dorfkirche Witzin, 2009

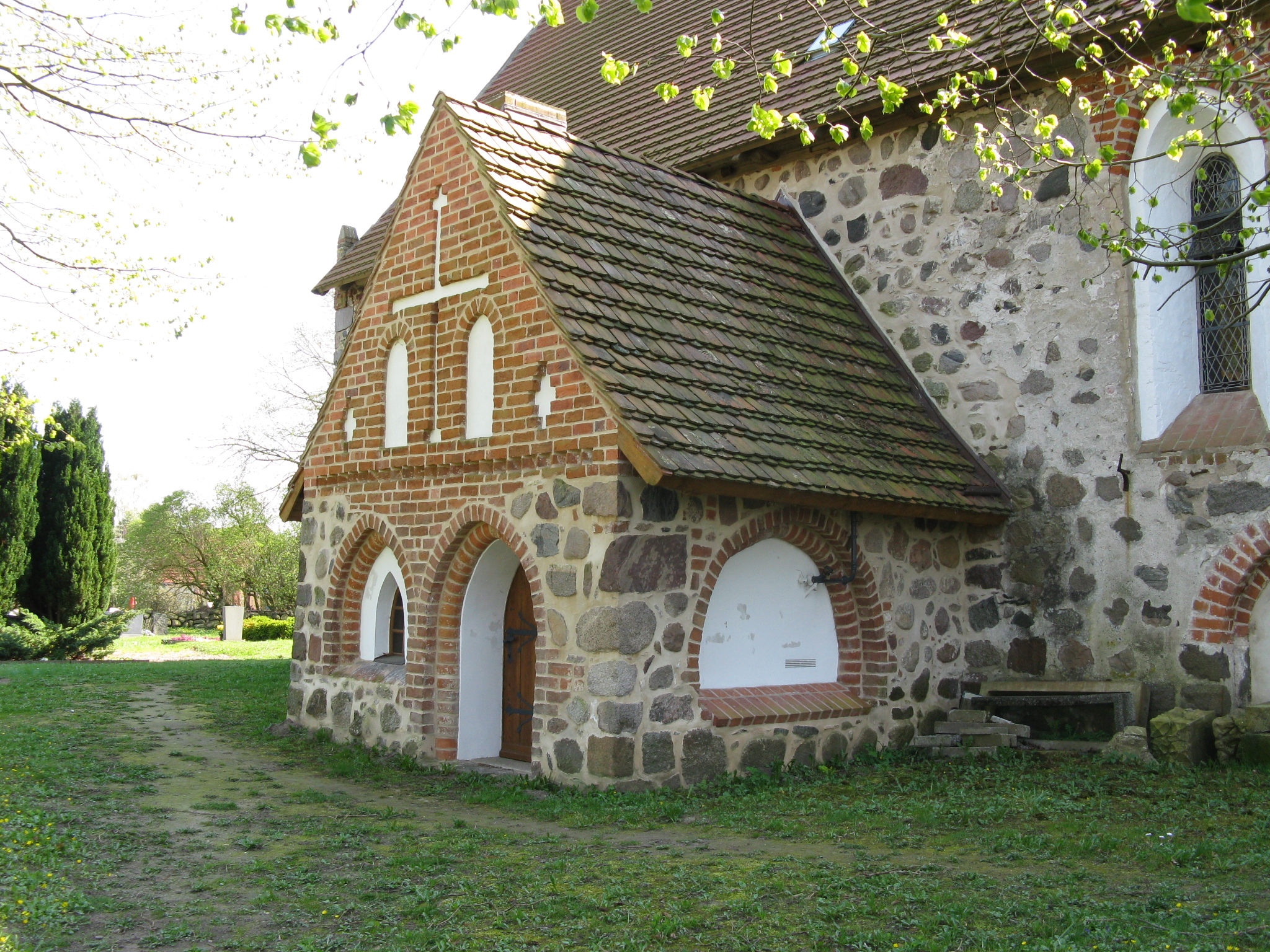
Sakristei an der Nordseite, 2009

Die spätromanische Dorfkirche Witzin ist ein denkmalgeschütztes Kirchengebäude in Witzin, einer Gemeinde im Landkreis Ludwigslust-Parchim in Mecklenburg-Vorpommern. Das Bauwerk gehört zur Kirchengemeinde Witzin in der Propstei Wismar im Kirchenkreis Mecklenburg der Evangelisch-Lutherischen Kirche in Norddeutschland.

## Geschichte
Als Kirchdorf wurde Witzin 1270 erstmals erwähnt, gehörte zum Land Sternberg und grenzt an die heutige Gemarkung Mustin. Die Witziner Kirche wurde 1270 im Kontext einer Präbendenordnung des Bützower Kollegiatstifts die Rede.
1309 belehnte Fürst Heinrich II. von Mecklenburg den Ritter von Ganzow mit einer Hebung aus dem Dorf. Vom Knappen Klaus Ganzow erwarb Klaus Berkhahn den Besitz mit allen Rechten, zwei Mühlen auf dem Felde und eine im Dorf. Die von Ganzow erwarben zwölf Jahre später alle Anteile des Dorfes einschließlich der Hölzungen und der Fischerei zurück. Durch Vetternwirtschaft vergrößerten sie ihren Besitz und ihre Anrechte in Witzin. Mit den Einkünften aus diesem Besitz schenkte der nun Güstrower Klaus Berkhahn eine Vikarie im Güstrower Dom. In der zweiten Hälfte des 14. Jahrhunderts nahmen die von Pressentin Besitz von Witzin, der 1408 durch Kauf an das Kloster Tempzin ging. Auch die von Bülow auf Zibühl und Prützen hatten Anrechte auf Witzin. Unter Herzog Adolf Friedrich ging 1625 für ein von ihm angeliehenes Kapital von 2000 Gulden in den Pfandbesitz des herzoglich braunschweigischen Rates und Hofmarschalls Hans von Petersdorff über. 1633 stiftete er der Witziner Kirche einen silbervergoldeten Kelch aus dem Jahre 1497.
1652 vermehrt er seinen Besitz durch Ankauf von Besitz derer von Restorff auf Mustin. Sein elftes Kind Hans Georg von Petersdorff war von 1682 bis 1693 Provisor im Kloster Dobbertin.
1707 war das Gut Witzin wieder in Händen des Herzogs Friedrich Wilhelm, der es für eine Summe von 10 000 Thalern eine Zeit lang an den Hofmarschall von Halberstadt verpfändete. Danach gehörte Witzin als Domanial-Pachthof und Bauerndorf zum Grossherzoglichen Amt Warin-Neukloster-Sternberg-Tempzin.
Von den Witziner Geistlichen im Mittelalter ist wenig bekannt. Mit dem Tode des Pastors Johann Fanter wurde 1740 die Pfarre mit der Witziner Kirche mit Boitin vereinigt. Schon 1751 wurde die Pfarre wieder eigenständig. Ab 1914 bis 1934 wurde die Pfarre von Sternberg aus verwaltet. 
1996 kam Groß Raden hinzu, um die Pfarrstelle zu erhalten und ab 2003 wurde die Ruchower Kirche angegliedert. Die Kirchengemeinde ist bis heute selbständig und bildet mit den Gemeinden Dabel und Sternberg einen Pfarrsprengel. In der Kirche Witzin wird jeden Sonntag um 10 Uhr Gottesdienst gefeiert.

## Baubeschreibung

### Äußeres
Die Kirche ist einschiffiger Feldsteinbau aus dem 13. Jahrhundert im romanisch-gotischen Übergangsstil wurde auf 1275 datiert und gehört zu den ersten Steinkirchen um Sternberg. Sie hat einen rechteckigen Kastenchor mit einer Nordsakristei. Der etwas jüngere, eingezogene quadratische Westturm besteht im unteren Teil ebenfalls aus Feldsteinen und das Obergeschoss aus Backstein. Der spitze achtseitige, mit Schindeln gedeckte Turmhelm als Bischofsmütze wird auf 1441 datiert. An der Westwand des Turms ist eine Kornquetsche aus Granit eingemauert, die vielleicht einst als Weihwasserbecken gedient haben, aber auch eine bronzezeitliche Reibmühle gewesen sein könnte.
1993 erfolgte die Reparatur des Kirchendaches mit Erneuerung der Blitzschutzanlage und 2006 die Sanierung der inneren Kirche mit der Sakristei.
Ab April 2014 wurde dann der Kirchturm saniert, unter der Turmspitze die Sparren erneuert, Schwellen ausgetauscht und das Dach mit neuen Schindeln aus Lärchenholz eingedeckt. Nach der Ausbesserung des Backsteinmauerwerkes in den Turmblenden wurden die losen behauenen Feldsteine im unteren Turmschaft verfestigt.
Zu den hervorragendsten Schöpfungen norddeutscher Kirchenbaukunst gehören die großen Schaugiebel fast immer auf der Ostseite vom Chor.
Der Ostgiebel ist mit einem großen Blendenkreuz und lanzettförmigen Blenden versehen. Das monumentale Blendenkreuz bildete einen primären Bestandteil des Schaugiebels. Historische Aufnahmen zeigen einen aufgeputzten Stufenfries, den Giebelfuß bildete ein Rundbogenfries, dessen Vorritzungen heute noch partiell erhalten sind. Auch die Blenden waren von Putzfaschen umgeben.
Unter einer dreieckigen Blende befindet sich die spitzbogig gestaffelte Dreifenstergruppe. Im Dreiecksgiebel der Sakristei an der Nordfassade ist über dem Zahnfries ein Blendkreuz mit zwei schmalen Rundbogenfenstern zu sehen.
Auf der Nord- und Südseite befinden sich je ein später zugemauertes Portal. Der Eingang führt jetzt durch den Turm. Die Fensteröffnungen wurden später verändert. Im Inneren sind zwei kupplige Kreuzrippengewölben, die von einem breiten, leicht spitzbogigen Gurtbogen getrennt sind. Im Scheitelpunkt des östlichen Gewölbes befindet sich eine im Durchmesser etwa zwei Meter große hölzerne Scheibe.

### Inneres
Die innere Einrichtung ist aus dem 19. Jahrhundert im neugotischen Stil. Die Holzausstattung ist von 1862.

#### Altar
Der gotische Flügelaltar (schlesisch-böhmischer Viereraltar), ein geschnitztes Triptychon aus dem Anfang des 16. Jahrhunderts, wurde erst nach 1862, aber noch vor 1901 für die Sammlung des damaligen Großherzoglichen Museums in Schwerin erworben und dort 1918 restauriert. Er wurde von Friedrich Lisch dem Meister des Bützow-Altars aus dem Jahr 1503 zugeschrieben. Im kapellenförmigen Schrein steht unter einem Gewölbe auf durchbrochenem Sockel die apokalyptische Maria mit dem Kinde, umgeben von einer Wolkenmandorla, beiderseits ihres Hauptes befinden sich zwei schwebende Engel. An den Schrägwänden des Schreins sind untereinander auf Konsolen angeordnet links: Hl. Matthäus und der jugendliche Hl. Thomas, rechts: der Hl. Johannes d. T. und Hl. Jacobus Major.
Auf dem Altar befand sich eine vor 1862 durch die Großherzogin Auguste von Mecklenburg, geb. Prinzessin Reuß zu Köstritz in Auftrag gegebene restaurierte Altardecke.

#### Orgel
Die Orgel (I/P/6) wurde 1894 durch den Wismarer Orgelbauer Edmund Bruder gebaut. Das Orgelprospekt steht auf der Westempore, der Spieltisch ist linksseitig angeordnet.

#### Glocken
Zu Anfang des 20. Jahrhunderts hatte die Kirche in Witzin zwei historische Bronzeglocken, von denen die eine 1469 und die andere Glocke 1553 gegossen wurde. Inschriften und Gießerzeichen sind vorhanden. Die Glocke von 1469 kam nach Kriegsende mit der Rückführung nicht eingeschmolzener Glocken 1949 vom Glockenfriedhof aus Hamburg zurück. Seit August 2025 wird die historische Glocke aus dem 15. Jahrhundert nach Feststellung eines Risses nicht mehr geläutet. Die Gemeinde ist bestrebt sie wieder zum Erklingen zu bringen, braucht dafür aber finanzielle Unterstützung.

## Pastoren
Namen und Jahreszahlen bezeichnen die nachweisbare Erwähnung als Pastor.
- erwähnt 1541 Dietrich Schulte
- erwähnt 1599 Johannes Haberkorn
- 1599–1616 Daniel Mester
- 1616–1643 Georg vom Bergen
- 1646–1653 Bartholomaeus Ludovici (auch Ruchow)
- 1654–1703 Petrus Falkenhagen
- 1704–1724 Johann Andreas Selschopp
- 1724–1727 vacanz
- 1727–1732 Marcus Wilhelm Goldschmidt (danach Gägelow)
- 1732–1751 Johann Christian Fanter (danach Boitin)
- 1917–1922 August Stephan Johannes Gundlach
- 1922–1927 Paul Friedrich Theodor Wegener
- 1934–1942 Otto Greve
- 1950–1953 Joachim Boddin
- 1953–1970 Max Herberg
- 1971–1977 Ernst Harms
- 1978–1989 Rienhard Rienth
- 1993–1999 Raiki Dürr
- 2004–2017 Siegfried Rau
- 2019 aktuell Ludwig Hecker

## Heutige Kirchengemeinde
Zur Kirchengemeinde Witzin gehören die Dörfer Bolz, Buchenhof, Diedrichshof, Groß Raden, Klein Raden, Lenzen, Loiz, Lübzin, Mustin, Rosenow, Ruchow und Tieplitz.

## Kirchhof
Auf dem Kirchhof, westlich vom Turm neben einer Linde, steht eine um 1160 aus einem Monolithen gehauene achtseitige Tauffünte aus Granit. Wie an der rauen Oberfläche zu erkennen, wurde diese Fünte in der Stein-auf-Stein-Kopftechnik hergestellt. In zwei gegenüberliegenden Löchern unter dem oberen Rand waren außen die Eisenhaken befestigt, an denen die Abdeckhaube angeschlossen wurde. Die Fünte hat eine Gesamthöhe von 110 cm. Die obere Breite beträgt 30 cm. Das Taufbecken ist 69 cm breit und 42 cm tief. Die Wandstärke beträgt zwischen 13 und 16 cm. Seit der Kirchplatzsanierung 2018 steht das Taufbecken vor dem Eingang der Kirche in Fluchtlinie zum Altar; die Gemeinde versammelt sich nach dem Gottesdienst dort zum Kirchkaffee.

### Gedruckte Quellen
- Mecklenburgisches Urkundenbuch (MUB)
- Mecklenburgische Jahrbücher (MJB)

### Ungedruckte Quellen
- Landeshauptarchiv Schwerin (LHAS)
  - LHAS 5.12-4/3 Ministerium für Landwirtschaft, Domänen und Forsten, Abt. Siedlungsamt
  - LHAS 5.12-7/1 Mecklenburgisch-Schwerinsche Ministerium für Unterricht, Kunst, geistliche und Medizinalangelegenheiten
- Landeskirchliches Archiv Schwerin (LKAS)
  - LKAS, Specialia, Abt. 1. Nr. 073 Pfarre Witzin 1751–1914.
  - LKAS, Specialia, Abt. 2. Nr. 259 Pfarre Groß Raden 1914–1951.
  - LKAS, Specialia, Abt. 4. Nr. 778 Pfarre Boitin 1740–1750.
  - LKAS, Mecklenburgisch-Schwerinsche Finanzministerium, Abt. Hochbau, Patronatsbauakten, Bauzeichnungen, Nr. 269 Pläne kirchlicher Gebäude.